# جنگل بلگراد
جنگل بلگراد استانبول یکی از مهم‌ترین جنگل‌های ترکیه است که در فاصلهٔ ۲۰ کیلومتری از مرکز شهر استانبول قرار دارد و با مساحت ۵۳۰۰ هکتار یکی از مراکز حفاظت شده طبیعی این شهر به حساب می‌آید. این جنگل با دارا بودن بیش از ۲۰۰۰ گونه گیاه و درختان بلوط، راش، شاه بلوط، کاج، صنوبر و… یک ذخیره طبیعی برای این کشور محسوب می‌شود. علاوه بر همه این‌ها این جنگل یک تفرجگاه و محل پیکنیک مناسب برای شهروندان و گردشگران است که در تعطیلات افراد زیادی را به خود می‌بیند.
این جنگل یکی از منابع مهم آب به‌شمار می‌آید و این به علت و جود ۷ دریاچه و مخازن ذخیره آب باستانی مربوط به دوران بیزانس در این جنگل است و تعدادی سد نیز روی دریاچه‌ها وجود دارد که قدمت آنها به بیش از ۱۵۰ سال پیش بازمی‌گردد و در دوران عثمانی بنا شده‌اند.
از جمله فعالیت‌ها و تفریحاتی که می‌توانید در جنگل بلگراد تجربه کنید پیاده‌روی، اجاره قایق و گشت و گذار در دریاچه‌ها، دوچرخه سواری و… هستند. جنگل بلگراد شامل ۱۱ پارک است.